# Els Arcs (Castell de Castells)
El paratge dels Arcs és un indret al terme municipal de Castell de Castells, a la comarca valenciana de la Marina Alta. Situat en l'àmbit de la serra de la Serrella, es caracteritza per les formacions càrstiques que han donat origen a capritxoses formes rocoses al vessant escarpat de la serra.
La monumentalitat d'aquestes formacions geològiques mereix la seua protecció i conservació amb la declaració com a Paratge natural municipal per acord del Consell de la Generalitat Valenciana de 17 de març de 2005, amb una superfície de 401,33 hectàrees.

## Valors paisatgístics, naturals i patrimonials[2]
El paratge dels Arcs s'emmarca en l'àmbit de la Serrella, una serra del sistema prebètic valencià amb altituds que superen els 1.300 metres d'alçada que contrasten amb les profundes valls i fondalades que configuren el conjunt.
Els Arcs esdevenen singulars construccions de pedra que l'acció de l'aigua i altres agents erosius han anat esculpint sobre la roca calcària. El mateix nom prové precisament de la forma d'arc que adopten. A la mateixa serra de la Serrella, però al vessant nord, podem trobar el paratge dels Frares de Quatretondeta, on les roques han format imponents agulles pètries.
Dins dels límits del Paratge Natural Municipal es troben dos elements patrimonials, ambdós catalogats com Béns d'Interés Cultural. Es tracta del Castellet de la Serrella, a una altura de 1.051 metres sobre la penya de Castellet; i l'Esbardal de Miquel el Serril, un conjunt de pintures rupestres de tipus llevantí.
Les comunitats vegetals rupícoles representen la vegetació millor adaptada a l'entorn pedregós dels Arcs. Els boscos de pins i carrasques dominen l'entorn menys escarpat, tot i que els incendis i la pressió humana ha alterat l'indret.
Respecte a la fauna cal destacar la presència en la zona d'espècies de gran interès, entre les quals es compten rapaces com l'àguila de panxa blanca, l'àguila reial, el falcó pelegrí i el duc; rèptils com la colobra bastarda, el fardatxo ocel·lat o l'escurçó ibèric i mamífers com la fagina.

## Infraestructures
El paratge compta amb una xarxa de senders que permeten recórrer i conèixer l'indret. Es tracta de 8 senders senyalitzats i catalogats com a Senders de petit recorregut.